# Игра на тронове (сериал)
Вижте пояснителната страница за други значения на Игра на тронове.
„Игра на тронове“ (на английски: Game of Thrones) е сериал на HBO, който следва историята на фентъзи епос поредицата „Песен за огън и лед“, вземайки името на първата книга.
Излъчването му е от 17 април 2011 до 19 май 2019 г. Това е първият сериал в Светът на Вестерос.
Сюжетът, протичащ на измислените континенти Вестерос и Есос в края на лято, продължило десетилетие, вплита няколко сюжетни линии. Първата следва членовете на няколко благороднически фамилии в гражданска война за Железния трон на Седемте кралства; втората касае нарастващата заплаха от предстояща зима и митичните същества на Севера; третата хроникира опитите на изгонената последна представителка на свалената династия да си възвърне трона. Чрез своите морално двузначни герои сериалът изследва въпроси за социалната йерархия, религията, лоялността, корупцията, гражданската война, престъпленията и наказанията. „Игра на тронове“ привлича рекорден брой зрители по HBO и придобива изключително широка и активна международна фен база. Снима се основно в Белфаст, Северна Ирландия и на някои места в Европа (в Хърватия). Актьорите в сериала са основно англичани или ирландци. Сериалът е подновен за осми сезон, който ще е последния за сериала и ще се състои от шест епизода. Премиерата на последния сезон е на 14 април 2019 г., а в България на 15 април 2019 г.
На 19 май 2019 г. се излъчва финалният епизод.

## Сюжет
Действието на сериала се развива в Седемте кралства на Вестерос, където лятото продължава десетилетия, а зимата – цяла вечност. Игра на тронове приблизително следва трите фабули на Песен за огън и лед. Поставен в измислените Седем кралства на Вестерос, сериалът проследява бурните династични борби сред благородническите семейства на кралството за контрол над Железния трон. С началото на сериала възникват допълнителни заплахи в ледения Север и на източния континент Есос.
Романите и тяхната адаптация извличат голяма част от обстановката, героите и сюжетните обрати от европейската история. Основен източник на вдъхновение за романите е английската Война на розите (1455 – 85) между династиите Ланкастър и Йорк, отразени в династиите на Мартин Ланистър и Старк. Вестерос, със своите замъци и рицарски турнири, напомня Западна Европа от Развитото Средновековие. Съзаклятничката Церсей например напомня Изабела (1295 – 1358), „Френската вълчица“. Тя и нейното семейство, описани в историческата поредица романи Прокълнатите крале на Морис Дрюон, особено вдъхновяват Мартин. Сериалът съчетава такива разнообразни вдъхновения като Адриановия вал (който става големия Вал на Мартин), падането на Рим и легендата за Атлантида (древна Валирия), византийския гръцки огън („див огън“), исландските саги от Епохата на викингите (железнородните), монголските орди (дотраките), както и елементи от Стогодишната война (1337 – 1453) и Италианския ренесанс (1400 – 1500). Голямата популярност на сериала се дължи отчасти на умението на Мартин да вплете тези разнородни елементи в еднородно цяло, което е правдоподобно на свой ред като алтернативна история.

## Герои и актьори
Подобно на романите, които адаптира, „Игра на тронове“ разполага с широк ансамблов актьорски състав, който по думите на Джордж Р. Р. Мартин е най-големият в телевизията. По време на продукцията на третия сезон са записани имената на 257 актьори. Следното обобщение ограничава списъка с герои от „Игра на тронове“ до героите, изиграни от актьорите с основни роли.
Лорд Едард „Нед“ Старк (Шон Бийн) е глава на фамилията Старк, чиито членове са въвлечени в голяма част от сюжетните линии на сериала. Той и жена му Кейтлин (Мишел Феърли) имат пет деца – най-големият, Роб (Ричард Медън), изисканата Санса (Софи Търнър), палавата Аря (Мейзи Уилямс), авантюристът Бран (Айзък Хемпстед-Райт) и малкият Рикон (Арт Паркинсън). Повереникът и заложник на Нед – Теон Грейджой (Алфи Алън) живее с тях в Зимен Хребет. Жената на Роб е лечителката Талиса Мейгир (Уна Чаплин), а Аря се сприятелява с чирака-ковач Джендри (Джо Демпзи) и наемния убиец Джакен Х'гхар (Том Улашиа). Незаконният син на Нед, Джон Сняг (Кит Харингтън) и близкият му приятел Самуел Тарли (Джон Брадли) служат в Нощния Страж на лорд командир Джеор Мормон (Джеймс Козмо). Червенокосата Игрит (Роуз Лесли) е дивак от групата на Тормунд (Кристофър Хивю) и възбужда любовен интерес у Джон, докато Джили (Хана Мюрей) е любима на Самуел. Роб е съветван от своя знаменосец Рууз Болтън (Майкъл МакЕлътън), чийто незаконен син е садистичният Рамзи Сняг (Иван Реон). Бриен Тартска (Гуендолин Кристи) постъпва на служба при лейди Кейтлин Старк.
Старият приятел на Нед крал Робърт Баратеон (Марк Ади) има нещастен брак с кралица Церсей Ланистър (Лина Хийди). Напук на баща си, баснословно богатия лорд Тивин Ланистър (Чарлс Данс), Церсей е взела за свой таен любовник своя брат–близнак, „Кралеубиеца“ сър Джайм Ланистър (Николай Костер-Валдау). Тя ненавижда малкия си брат, умното джудже Тирион (Питър Динклидж), който е съпътстван от любовницата си Шае (Сибел Кекили) и наемника Брон (Джеръм Флин). Големият син на Церсей е принц Джофри Баратеон (Джак Глийсън), който е под закрилата на обезобразения воин Сандор „Хрътката“ Клегейн (Рори Маккан), а малкият ѝ син е Томен Баратеон (Дийн-Чарлз Чапман). По-късно Висшият Врабец (Джонатан Прайс) създава проблеми на кралското семейство.
В „Малкия съвет“ от съветници на краля са хитрецът лорд Петир „Кутрето“ Белиш (Ейдън Гилън) и евнухът шпионин Варис (Конлет Хил). Братът на Робърт, Станис Баратеон (Стивън Дилейн) е съветван от жрицата Мелисандра (Карис ван Хоутън) и бившия контрабандист сър Давос Държеливия (Лиъм Кънингам). Богатото семейство Тирел е представлявано в двореца от амбициозната Марджъри Тирел (Натали Дормър). В южната част на кралството – Дорн, Елария Пясък (Индира Варма) търси своето отмъщение.
Отвъд Тясното море братът и сестра Визерис (Хари Лойд) и Денерис Таргариен (Емилия Кларк) – изпратени в изгнание деца на краля, свален от Робърт Баратеон – бягат, за да спасят живота си, и се опитват да си върнат трона. Денерис е омъжена за хал Дрого (Джейсън Момоа), главатар на номадите дотраки, охранява се от рицаря в изгнание Джора Мормон (Иън Глен) и наемния войник Даарио Нахарис (Майкъл Хюзмън) и е придружена от преводачката Мисандей (Натали Емануел) и капитанът на Неопетнените – Сив Червей (Джейкъб Андерсън).

## Продукция

### Концепция и развитие
Работата по сериала започва през януари 2007 г. След като закупува правата върху поредицата на Джордж Р. Р. Мартин, HBO назначава Дейвид Бениоф и Ди Би Уайс като сценаристи и изпълнителни продуценти на сериала, който ще покрива материал от една книга на сезон. В началото се планира Бениоф и Вайс да пишат всеки епизод, освен по един на сезон, който да напише автора на книгите. По-късно Джейн Есперсън и Брайън Когман се присъединяват към екипа на сценаристи.
Бюджетът на „Игра на тронове“ се сравнява с този на „Рим“. Пилотният епизод е струвал между 5 и 10 милиона долара, а целият бюджет за първи сезон от 10 епизода е около 50 – 60 милиона. За сравнение, един средностатистически сериал със сезон от 22 епизод, струва 50 милиона долара.
HBO наемат експерта по езици Дейвид Дж. Питърсън, за да създаде езика на Дотраките – „със свое собствено звучене, обширна лексика от повече от 1800 думи и сложна граматика“. Първата и втората чернова на сценария за пилотния епизод са готови съответно през август 2007 г. и юни 2008 г. И въпреки че и двата сценария са се харесали на канала, пилотен епизод е поръчан едва през ноември 2008 г., след като стачката на сценаристите през 2007 – 2008 г. забавя процеса.

### Снимки
Първият сезон започва снимки на 26 юли 2010 г. в Северна Ирландия, по-късно в Малта и Шотландия. През втория сезон снимките се местят в Дубровник, Хърватия, вместо в Ирландия и екипът снима и в Исландия. Въпреки сцените в Хърватия, се снимат отново други сцени в Ирландия.

#### Костюми
Костюмите на сериала са вдъхновени от много култури, сред които японската и персийската. Костюмите на дотраките приличат на бедуински (един е направен от рибешки кожи, за да изглежда като драконови люспи), а диваците носят кожи с козината навътре като инуитите. Костните брони на диваците са направени от отливки, взети от истински кости и са сглобени с върви и латекс, наподобяващи катгут. Докато статистите, играещи диваци и Нощния страж носят шапки, както би било нормално в студен климат, главните герои не носят, за да могат зрителите да ги идентифицират. Всички дрехи, без значение дали за жени от кралския двор или за диваци, престояват две седмици, за да се подобри реализма по HD телевизията.
За актрисите са използвани около две дузини перуки. Направени от човешка коса и дълги до 60 см, те струват до $7000 всяка и се мият и стилизират като истинска коса. Поставянето на перуките е дълъг процес. За Емилия Кларк например се изискват около два часа за стилизиране на нейната къдрава коса с платинено руса перука и плитки. Косите на Джак Глийсън и Софи Търнър са боядисани. За герои като Денерис и нейните дотраки, косата, перуките и костюмите се обработват така, че да изглеждат, че не са мити със седмици.

## Приемане
Игра на тронове се очаква с нетърпение от фенове още преди премиерата и се превръща в критичен и комерсиален успех. До 2014 г., според The Guardian, той е станал „най-голямата драма“ и „най-обсъжданото шоу“ по телевизията.

### Културно влияние
Въпреки че сериалът е отхвърлян от някои критици или получава снизходителни отзиви преди излъчването си поради особеностите на жанра, последвалият успех се отдава на нарасналата популярност на фентъзи темите. „След този уикенд“, пише CNN.com в навечерието на премиерата на втория сезон, „може да ви е трудно да намерите някого, който да не е фен на някаква форма на епично фентъзи". Според Йън Богост, Игра на тронове продължава тенденцията за успешни екранни адаптации, започнали с трилогията Властелинът на пръстените на Питър Джаксън от 2001 и продължила с филмите Хари Потър, които установяват фентъзито като печеливш масов пазарен жанр и служат като „преход към фентъзи фен култура“. Писателите, интервюирани от The Guardian, отдават успеха на сериала в преодоляването на предразсъдъците срещу фентъзито на общия копнеж за ескейпизъм в популярната култура, честата употреба на женска голота и умението да се балансират забавни и сериозни теми – дракони и политика – които позволяват на сериала да придобие престижа, на първокласните драматични сериали.
Популярността на сериала значително увеличава продажбите на романите от поредицата Песен за огън и лед, скоро преиздадени и останали на върха на класациите в продължение на месеци. The Daily Beast пише, че Игра на тронове е станала особен фаворит на много ситком сценаристи и се споменава в множество други телевизионни сериали. Заедно с други фентъзи поредици, Игра на тронове се счита за причина за значително увеличение в покупките на хъски и други вълчи породи кучета.
„Игра на тронове“ е и основа за добавки към популярния речник. Честите сцени в първи сезон, в които герои обясняват мотивите си или произхода си, докато правят секс с проститутки, поражда термина „секспозиция“ за описване на практиката на даване на експозиция на фона на секс и голота. „Дотраки“, името на конниците номади от сериала, е на четвърто място в списък с думи от телевизията, най-често използвани в интернет, съставен през септември 2012 г. от Global Language Monitor. След втория сезон медиите започват да използват Игра на тронове като метафора или за сравнение със ситуации на интензивен конфликт и измама, напр. съдебните битки за американския закон за здравеопазването, Сирийската гражданска война или борбите за власт в китайското правителство.
От 11 до 27 април 2014 г. Железният трон от Игра на тронове е показан в пет български града.

## Излъчване
Още по време на първия си сезон сериалът е продаден и се излъчва в 58 страни.
- Арабска лига – OSN Series
- Аржентина – HBO
- Австралия – Showcase
- Австрия – TNT Serie
- Бангладеш – HBO
- Белгия – RTBF, Prime
- Боливия – HBO
- Босна и Херцеговина – HBO
- Бразилия – HBO
- България – HBO
- Канада – HBO Canada
- Куба – Super Écran
- Чили – HBO
- Колумбия – HBO
- Хърватия – HBO
- Чехия – HBO
- Дания – Canal+
- Доминиканска република – HBO
- Естония – Fox Life
- Финландия – Canal+ & YLE
- Франция – Orange Cinéma Séries
- Германия – TNT Serie
- Гърция – Nova Cinema
- Унгария – HBO
- Хонконг – HBO
- Исландия – Stöð 2
- Индия – HBO
- Ирландия – Sky Atlantic
- Израел – Yes Action
- Италия – Sky Cinema 1
- Латвия – Fox Life
- Северна Македония – HBO
- Малайзия – HBO Asia
- Мексико – HBO
- Молдова – HBO
- Черна гора – HBO
- Нидерландия – Ziggo, HBO Netherlands
- Нова Зеландия – Soho
- Норвегия – Canal+
- Пакистан – HBO
- Филипини – HBO
- Полша – HBO
- Португалия – Syfy
- Румъния – HBO
- Русия – Fox Life
- Сърбия – HBO
- Сингапур – HBO Asia
- Словакия – HBO
- Словения – HBO
- Република Южна Африка – M-Net
- Испания – Canal+
- Швеция – Canal+
- Швейцария – SF zwe, TSR1
- Тайван – HBO
- Тайланд – HBO Asia
- Турция – BluTV, Prime Video, Digitürk
- Великобритания – Sky Atlantic
- Уругвай – HBO
- Венецуела – HBO
- Виетнам – HBO Asia

### Оригинално излъчване
| Сезон   | Време на излъчване | Брой епизоди | Премиера         | Премиера                          | Финал          | Финал                          | Излъчване | Брой зрители (в милиони) |
| Сезон   | Време на излъчване | Брой епизоди | Дата             | Премиера Брой зрители (в милиони) | Дата           | Финал Брой зрители (в милиони) | Излъчване | Брой зрители (в милиони) |
| ------- | ------------------ | ------------ | ---------------- | --------------------------------- | -------------- | ------------------------------ | --------- | ------------------------ |
| Сезон 1 | Неделя 21:00       | 10           | 17 април 2011 г. | 2,22                              | 19 юни 2011 г. | 3,04                           | 2011      | 2,51                     |
| Сезон 2 | Неделя 21:00       | 10           | 1 април 2012 г.  | 3,86                              | 3 юни 2012 г.  | 4,20                           | 2012      | Неизвестно               |
| Сезон 3 | Неделя 21:00       | 10           | 31 март 2013 г.  | 4,4                               | 9 юни 2013 г.  | 5,39                           | 2013      | Неизвестно               |

## Други медии и продукти

### DVD и Blu-ray
Първият сезон излиза на DVD и Blu-ray на 6 март 2012 г. Комплектът включва информация и материал зад кулисите, но няма изтрити сцени, защото почти всичко заснето е включено в сериала.

### Саундтрак
Саундтракът, композиран от Рамин Джавади само 10 седмици преди началото на сериала, излиза през юни 2011 г.

### Интернет
Към всеки епизод от сериала в интернет излизат клипове с пояснения и анализи от екипа на сериала.

### Продукти на пазара
HBO наема „Dark Horse“, за да продуцират продукти за „Игра на тронове“ като малки фигурки и други. Продуктите се очакват да са на пазара до март 2012 г.